# Quitaque
Quitaque è un centro abitato degli Stati Uniti d'America, situato nella contea di Briscoe dello Stato del Texas.

## Geografia fisica
Quitaque è situata a 34°21′59″N 101°03′19″W (34.366412, -101.055286).
Secondo lo United States Census Bureau, ha un'area totale di 0,7 miglia quadrate (1,8 km²).
L'ingresso al Caprock Canyons State Park si trova appena a nord di Quitaque, mentre la Caprock Canyons Trailway si trova a sud della città.

## Società

### Evoluzione demografica
Secondo il censimento del 2000, c'erano 432 persone, 182 nuclei familiari, e 117 famiglie residenti nella città. La densità di popolazione era di 600,8 persone per miglio quadrato (231,7/km²). C'erano 252 unità abitative a una densità media di 350,5 per miglio quadrato (135,1/km²). La composizione etnica della città era formata dal 79,40% di bianchi, il 5,79% di afroamericani, lo 0,23% di nativi americani, il 12,50% di altre razze, e il 2,08% di due o più etnie. Ispanici o latinos di qualunque razza erano il 27,08% della popolazione.
C'erano 182 nuclei familiari di cui il 28,0% avevano figli di età inferiore ai 18 anni, il 49,5% erano coppie sposate conviventi, l'11,5% aveva un capofamiglia femmina senza marito, e il 35,2% erano non-famiglie. Il 33,0% di tutti i nuclei familiari erano individuali e il 17,6% aveva componenti con un'età di 65 anni o più che vivevano da soli. Il numero di componenti medio di un nucleo familiare era di 2,37 e quello di una famiglia era di 3,04.
La popolazione era composta dal 27,5% di persone sotto i 18 anni, il 5,6% di persone dai 18 ai 24 anni, il 20,1% di persone dai 25 ai 44 anni, il 27,8% di persone dai 45 ai 64 anni, e il 19,0% di persone di 65 anni o più. L'età media era di 42 anni. Per ogni 100 femmine c'erano 87,0 maschi. Per ogni 100 femmine dai 18 anni in giù, c'erano 84,1 maschi.
Il reddito medio di un nucleo familiare era di 27.143 dollari, e quello di una famiglia era di 33.750 dollari. I maschi avevano un reddito medio pro capite di 28.750 dollari contro i 18.125 dollari delle femmine. Il reddito medio pro capite era di 13.619 dollari. Circa il 14,1% delle famiglie e il 18,5% della popolazione erano sotto la soglia di povertà, incluso il 28,6% di persone sotto i 18 anni e il 13,0% di persone di 65 anni o più.